# Keratoplastik

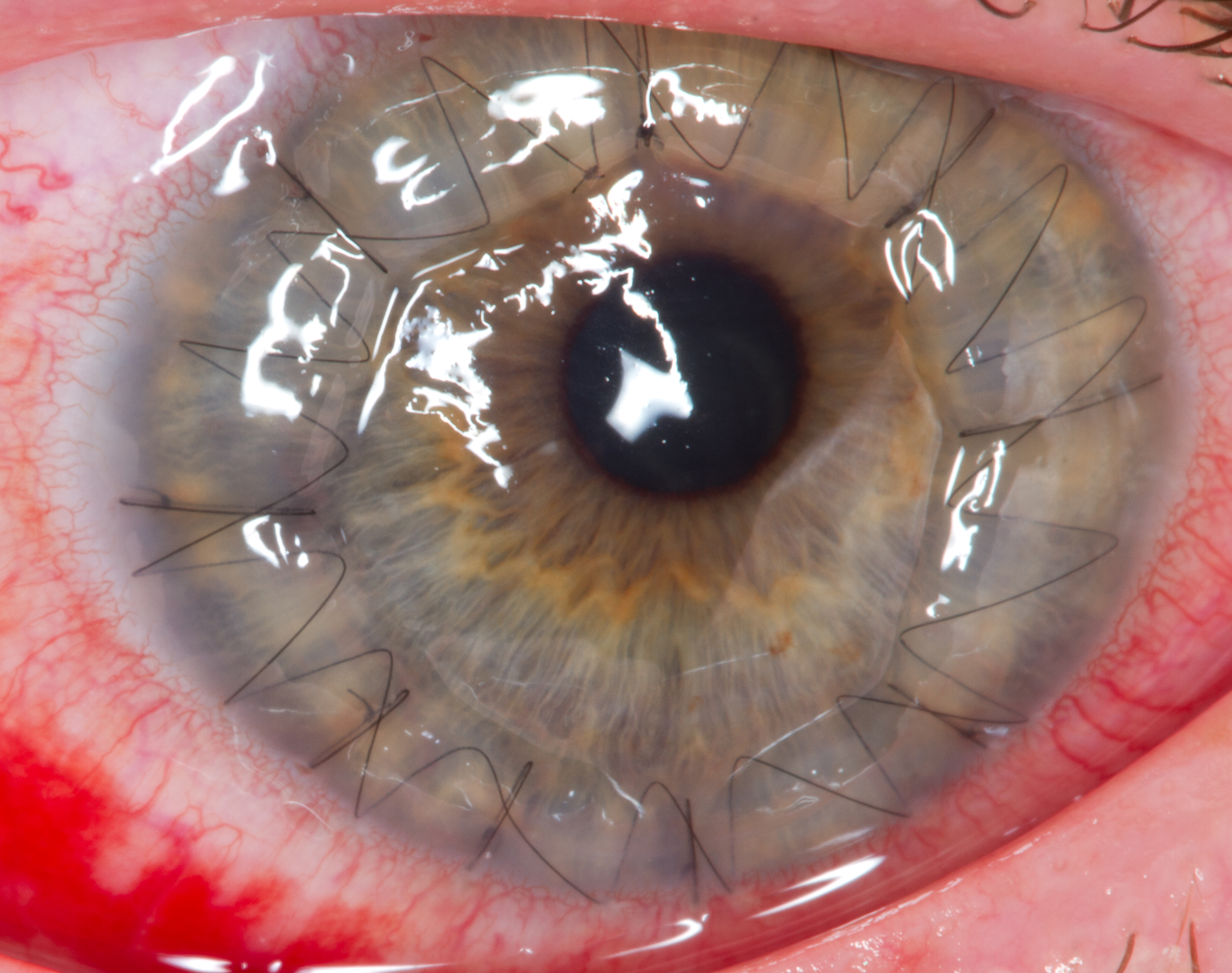
Auge ein Tag nach Corneatransplantation: Gut zu erkennen sind die fortlaufende Kreuznaht sowie die zuvor gelegten Einzelknopfnähte.

Eine Keratoplastik oder Hornhautplastik ist eine Operation der Hornhaut (Cornea), bei der entweder erkranktes Hornhautgewebe durch geeignetes Spendermaterial ersetzt wird (Transplantation) oder durch lokalisierte physikalische Einwirkung auf Hornhautgewebe eine Veränderung der Hornhautbrechkraft angestrebt wird, beispielsweise um Fehlsichtigkeiten zu reduzieren.

## Arten
Das für die Operation benötigte Spendermaterial wird von einem menschlichen Hornhautspender gewonnen und in der Regel vor der Operation in einer Hornhautbank oder Augenbank aufbereitet.
Man unterscheidet verschiedene Arten der Keratoplastik:
- Die Thermokeratoplastik, bei der durch lokalisierte Wärmeeinwirkung die Hornhautkrümmung beeinflusst werden soll. Diese Operation ist ein refraktiver Eingriff und nicht auf Hornhautspendergewebe angewiesen.
- Die perforierende Keratoplastik, bei der alle Schichten der erkrankten Hornhaut in einem bulbuseröffnenden Eingriff mittels Trepanation entfernt werden und ein entsprechendes Hornhautscheibchen eines geeigneten Spenders eingefügt wird.
- Die lamelläre Keratoplastik, bei der einzelne Schichten isoliert verpflanzt werden. Beispielsweise wird bei einer so genannten Epikeratoplastik, vergleichbar mit einer Kontaktlinse, ein Hornhautscheibchen auf die Hornhaut aufgenäht.

Von einer tektonischen Keratoplastik spricht man, wenn Spendermaterial auf die Patientenhornhaut auf- oder eingenäht wird, um kleinflächige Defekte zu decken (z. B. Hornhautperforation). Wenn diese Form der Hornhauttransplantation notfallmäßig und bei noch entzündeten Hornhautverhältnissen durchgeführt werden muss (z. B. perforiertes Hornhautulkus), so spricht man von einer Keratoplastik à chaud.
Dieser Eingriff ist zumeist nur eine Übergangslösung ohne das Ziel Verbesserung der Sehschärfe, sondern dient primär dem Erhalt des Auges. Tektonische Keratoplastiken können sowohl perforierend als auch lamellär (in der Regel als Epikeratoplastik) durchgeführt werden.

## Kontaktlinsenversorgung nach Keratoplastik
Das visuelle Ziel der Keratoplastik ist, dass der Betroffene ohne Sehhilfe gut sehen kann. Oft bleibt aber nach vollständiger Verheilung der Hornhaut ein irregulärer Astigmatismus übrig, welcher nur mit einer formstabilen Kontaktlinse ausgeglichen werden kann.

## Geschichte
Die Idee der Hornhautübertragung vom Tier zum Menschen oder von Mensch zu Mensch wurde erstmals 1813 von Karl Gustav Himly formuliert. 1824 wurden zuerst von Franz Reisinger an Kaninchen perforierende Keratoplastiken vorgenommen. R. Kissam führte 1843 die erste perforierende Keratoplastik am Menschen durch. Arthur von Hippel führte dann lamelläre und perforierende Keratoplastiken mittels eines von ihm konstruierten Trepans durch, deren Resultate er 1886 der Ophthalmologischen Gesellschaft in Heidelberg präsentierte. Die erste perforierende Keratoplastik mit mittelfristig klarem Transplantat (über ein Jahr postoperativ) wurde 1905 von dem Wiener Augenarzt Eduard Zirm in Olmütz durchgeführt. Durch Einführung und Verbesserung mikrochirurgischer Techniken im 21. Jahrhundert, wie beispielsweise des binokularen Mikroskops und des fortlaufenden monofilen Kunststofffadens, ist die Keratoplastik mittlerweile zu einer Standardoperation geworden. Heute ist die perforierende Keratoplastik weltweit die am häufigsten durchgeführte Gewebetransplantation.

## Indikationen
- Hornhautdystrophie mit Beteiligung des Endothels (Prognose: gut)
  - Primäre Erkrankungen: Fuchs-Endotheldystrophie (Prognose: gut)
  - Sekundäre Erkrankungen: Bullöse Keratopathie nach intraokularen Eingriffen oder nach protrahiertem Glaukomanfall (Prognose: mäßig)
- Hornhautdystrophie mit Beteiligung des Stromas
  - Keratokonus (Prognose: exzellent)
- Hornhautdystrophie mit Beteiligung des Epithels
  - bröcklige Dystrophie, gittrige Dystrophie
- Hornhautnarben
  - Nach Herpeskeratitis oder anderen Hornhautinfektionen (Prognose: mäßig)
  - Nach scrophulöser Keratokonjunktivitis (Phlyktenulosa) (Prognose: gut)
- Nach Augenverletzung (Prognose: variabel) oder Verätzung des Auges (Prognose: schlecht)

## Operation
Meist erfolgte die Keratoplastik in Retrobulbäranästhesie, wobei fünf Milliliter eines Lokalanästhetikums retrobulbär injiziert werden. Um den Glaskörperdruck zu senken, wird meist ein Okulopressor angelegt und 250 mg Acetazolamid intravenös verabreicht. Eine Intubationsnarkose ist bei sehr ängstlichen oder bei geistig behinderten Patienten erforderlich. Die Trepanation erfolgt meistens mit einem Handtrepan, zunächst für die Spenderhornhaut von innen her und danach für die Patientenhornhaut von außen. Das Transplantat wird meist zunächst mit vier Einzelknopfnähten aus monofilem Nylonfaden der Stärke 10.0 an der 3-, 6-, 9- und 12-Uhr-Position fixiert. Danach wird in der Regel eine doppelt fortlaufende gekreuzte diagonale Naht nach Hoffmann mit zweimal acht Durchstichen gelegt. Vorteil dieser Nahttechnik ist, dass klaffende innere und äußere Wundränder und eine postoperative Fadendurchwanderung vermieden werden. Die Einzelknopfnähte werden am Ende der Operation zumeist wieder entfernt. Die Operation dauert in geübter Hand meist etwa 45 Minuten. Die Entfernung des ersten fortlaufenden Fadens wurde nach frühestens vier bis sechs, die des zweiten nach frühestens 12 bis 18 Monaten vorgenommen. Erst nach dieser Zeit kann mit einer stabilen Refraktion gerechnet werden.
Neben der Trepanation durch einen Handtrepan besteht auch in einigen Zentren die Möglichkeit zur kontaktfreien Trepanation durch Excimerlaser. Vorteile hierbei sind geringere Verkippung, Torsion und bessere Adaptation des Transplantates.

## Hornhautspende
Da die menschliche Hornhaut ein nicht durchblutetes Gewebe ist und das Hornhautendothel über das Kammerwasser ernährt wird, kann eine Hornhautentnahme am Hornhautspender bis zu 72 Stunden nach dem Tod erfolgen.
Es gibt zwei wesentliche Techniken zur Hornhautentnahme am Hornhautspender:
- Corneasklerale Technik: Hierbei wird unter möglichst sterilen Bedingungen eine ca. 15 mm große Scheibe an der Vorderseite des Auges trepaniert (Hornhaut und ein ca. 1–2 mm breiter Sklerarand). Das Auge als solches bleibt bestehen.

- Enukleation: Hierbei wird der gesamte Augapfel entnommen und eine passende Prothese eingesetzt. Die Hornhauttrepanation erfolgt dann unter sterilen Bedingungen in einer Hornhautbank.

Bei beiden Entnahmetechniken wird nach der Entnahme das Lid des Verstorbenen geschlossen. Es ist also im Regelfall nicht von außen zu erkennen, dass eine Hornhautspende erfolgt ist.
In aktiv an Tuberkulose Erkrankten können die Bakterien sogar in der Hornhaut nachgewiesen werden.

## Komplikationen

### Abstoßungsreaktionen (Immunreaktionen)
Abstoßungsreaktionen nach perforierender Keratoplastik treten normalerweise innerhalb der ersten fünf Jahre auf. Etwa 20 % sind betroffen. Frühsymptome sind Augentränen, Augenrötung und Sehverschlechterung. Wenn die Abstoßung früh erkannt und eine intensive Behandlung durchgeführt wird, kann in der Regel eine dauerhafte Transplantateintrübung (Weißfärbung) verhindert werden. Eine Abstoßungsreaktion führt aber dennoch zu einer erheblich verkürzten Lebensdauer des Transplantates.

### Chronischer Endothelzellverlust
Die Endothelzelldichte von Hornhauttransplantaten nach perforierender Keratoplastik fällt aus noch ungeklärter Ursache kontinuierlich ab. Dieser postoperative Verlust an Transplantatendothelzellen liegt mit etwa 10 % jährlich deutlich über der natürlichen altersabhängigen Endothelzellverlustrate nicht transplantierter Hornhäute von nur 0,5 % pro Jahr. Folglich ist nicht auszuschließen, dass nach 15–20 Jahren aufgrund eines Versagens des Transplantatendothels öfter Folgekeratoplastiken notwendig werden könnten.

### Weitere Eintrübungsursachen
- Spontanes Endothelversagen lange nach der Keratoplastik durch den idiopathischen Endothelzellverlust
- Oberflächliche Störungen des Transplantates
  - Ulzera
  - Herpeskeratitis
  - Keratokonus
  - Überwachsung durch Bindehautgewebe (Konjunktivalisation) etwa bei Limbusinsuffizienz
- Erhöhter Augendruck
- Rezidiv der Grunderkrankung

## Ähnliche Behandlungen
- Keratoprothetik
- Descemet Membrane Endothelial Keratoplasty